# François-René de Chateaubriand
François-René de Chateaubriand , francoski pisatelj, zgodovinar, diplomat in politik, * 4. september 1768, Saint-Malo, Francija, † 4. julij 1848, Pariz, Francija.
Chateaubriand velja za enega izmed začetnikov francoske romantike. Po revoluciji je živel v izgnanstvu. Zaslovel je s svojim delom Genij krščanstva, ki ga je izdal ob Napoleonovem podpisu konkordata. V delu je zagovarjal katoliško vero zaradi lepote njene umetnosti. Njegova druga dela so: romana Réne in Athala, potopis Mučeniki (Les Martyrs), ki opisuje pot iz Pariza v Jeruzalem, in spomini, ki jih je naslovil Spomini z onkraj groba (Mémoires d'outre tombe) in v katerih opisuje svoje sodobnike, srečanja z Napoleonom ter dogajanje v francoski revoluciji. Athala je bila pod naslovom Atala ali ljubezen dveh divjih v puščavi prevedena v slovenščino 1855.